# Freud's Last Session
Freud's Last Session er en britisk film fra 2023 af Matt Brown.

## Medvirkende
- Anthony Hopkins som Sigmund Freud
- Matthew Goode som C. S. Lewis
- Liv Lisa Fries som Anna Freud
- Jodi Balfour som Dorothy Burlingham
- Pádraic Delaney som Warren Lewis
- Stephen Campbell Moore som J. R. R. Tolkien
- Rhys Mannion